# Genoa Cricket and Football Club 1924-1925
Questa voce raccoglie le informazioni riguardanti il Genoa Cricket and Football Club nelle competizioni ufficiali della stagione 1924-1925.

## Stagione
Nella stagione 1924-1925 il Genoa, sempre allenato dal Mister inglese William Garbutt, disputa il girone A del campionato di Lega Nord di Prima Divisione, vince il torneo con 30 punti, davanti al Modena con 29 punti, raggiungendo le finali della Lega Nord contro il Bologna, che ha vinto il girone B. Si tratta di due gare, ma per promuovere una delle due squadre alle finali scudetto, ne serviranno ben cinque, nella prima il Genoa vince a Bologna (1-2), nella seconda il Bologna si impone a Genova (1-2), il 7 giugno 1925 si gioca il primo spareggio a Milano che finisce (2-2) dopo i supplementari, si rigioca a Torino il 5 luglio 1925, finisce (1-1) dopo i supplementari, infine il 9 agosto a Milano alle 7,15 del mattino il Bologna vince (2-0) chiudendo il conto. Poi nelle finali nazionali i felsinei si impongono in entrambe le gare giocate con l'Alba Roma, vincendo il primo scudetto della sua storia. Miglior marcatore di stagione dei genoani è stato Edoardo Catto che firma 13 reti, delle quali 11 in campionato e 2 negli spareggi contro il Bologna.
Il 30 ottobre 2018 il Genoa ha dichiarato la propria intenzione di chiedere alla FIGC di valutare l'assegnazione dello scudetto 1925 ex aequo con il Bologna per le presunte irregolarità emerse nei match disputati nelle finali di Lega Nord.

## Divise
La maglia per le partite casalinghe presentava i colori attuali (anche se la dicitura ufficiale era rosso granato e blu) ma a differenza di oggi il blu era posizionato a destra. Sulle maglie utilizzate dal Genoa in questa stagione apparve per la prima volta lo scudetto: l'idea di apporre uno scudetto sulle maglie delle squadre sportive vincitrici dei campionati nazionali fu di Gabriele D'Annunzio.

## Organigramma societario
Area direttiva
- Presidente: Guido Sanguineti

Area tecnica
- Allenatore: William Garbutt

## Rosa
| N. |                   | Ruolo | Calciatore       |
| -- | ----------------- | ----- | ---------------- |
|    | Italia (bandiera) | P     | Giovanni De Prà  |
|    | Italia (bandiera) | D     | Ottavio Barbieri |
|    | Italia (bandiera) | D     | Delfo Bellini    |
|    | Italia (bandiera) | D     | Mario Costella   |
|    | Italia (bandiera) | D     | Renzo De Vecchi  |
|    | Italia (bandiera) | D     | Daniele Moruzzi  |
|    | Italia (bandiera) | D     | Luigi Tassi      |
|    | Italia (bandiera) | C     | Guido Aycard     |
|    | Italia (bandiera) | C     | Luigi Burlando   |
|    | Italia (bandiera) | C     | Gino Lamon I     |

| N. |                   | Ruolo | Calciatore            |
| -- | ----------------- | ----- | --------------------- |
|    | Italia (bandiera) | C     | Ettore Leale          |
|    | Italia (bandiera) | C     | Luigi Scappini I      |
|    | Italia (bandiera) | A     | Cesare Alberti        |
|    | Italia (bandiera) | A     | Augusto Bergamino     |
|    | Italia (bandiera) | A     | Angelo Cadeddu I      |
|    | Italia (bandiera) | A     | Edoardo Catto         |
|    | Italia (bandiera) | A     | Luigi Cusano          |
|    | Italia (bandiera) | A     | Ettore Neri           |
|    | Italia (bandiera) | A     | Aristodemo Santamaria |
|    | Italia (bandiera) | A     | Luigi Tabacco         |

## Calciomercato
| Acquisti | Acquisti       | Acquisti         | Acquisti |
| R.       | Nome           | da               | Modalità |
| -------- | -------------- | ---------------- | -------- |
| A        | Cesare Alberti | Bologna          |          |
| A        | Angelo Cadeddu | Spes Genova      |          |
| C        | Gino Lamon     | Andrea Doria     |          |
| C        | Luigi Scappini | Ronchese         |          |
| A        | Luigi Tabacco  | Spes Genova      |          |
| D        | Luigi Tassi    | Pro San Gottardo |          |

| Cessioni | Cessioni           | Cessioni | Cessioni |
| R.       | Nome               | da       | Modalità |
| -------- | ------------------ | -------- | -------- |
| A        | Edoardo Mariani    | Lazio    |          |
| A        | Enrico Sardi       | Novese   |          |
| P        | Ferdinando Seriolo | Fiorente |          |

## Risultati

### Prima Divisione - Lega Nord - girone A

#### Girone di andata
| Arbitro: | U.Milano (Alessandria) |

|                                                |           |  |
| De Vecchi 44’, 70’ (rig.) Moruzzi 63’ Neri 79’ | Marcatori |  |

| Arbitro: | Barbon (Venezia) |

|  |           |                       |
|  | Marcatori | 67’ Catto 85’ Moruzzi |

| Arbitro: | Grossi (Milano) |

|                              |           |  |
| Moruzzi 69’ Alberti 86’, 90’ | Marcatori |  |

| Arbitro: | G.Crivelli (Milano) |

|                |           |  |
| Tichovszky 10’ | Marcatori |  |

| Arbitro: | Portigliatti (Torino) |

|                                  |           |             |
| De Vecchi 30’ (rig.) Alberti 73’ | Marcatori | 84’ Giurati |

| Arbitro: | Alfieri (Bologna) |

|                 |           |                |
| Blando 28’, 56’ | Marcatori | 42’ Santamaria |

| Arbitro: | G.Crivelli (Milano) |

|               |           |             |
| De Vecchi 85’ | Marcatori | 78’ Merciai |

| Arbitro: | Trezzi (Milano) |

|              |           |             |
| Chiaberti 7’ | Marcatori | 68’ Alberti |

| Arbitro: | Majani (Torino) |

|                                                         |           |                                         |
| Moruzzi 12’ Santamaria 56’, 80’, 87’ Neri 64’ Catto 76’ | Marcatori | 6’ Tosi 35’ Rokken 84’ (rig.) Allemandi |

| Arbitro: | Armano (Torino) |

|                 |           |                                     |
| Romano 20’, 58’ | Marcatori | 32’, 71’ Catto 62’ Neri 67’ Alberti |

| Arbitro: | P. Barlassina (Novara) |

|                                 |           |                         |
| Alberti 19’, 60’ Santamaria 34’ | Marcatori | 20’ Cometto G. Rossetti |

#### Girone di ritorno
| Arbitro: | Bellini (Padova) |

|                           |           |  |
| G. Puerari 2’ Tansini 82’ | Marcatori |  |

| Arbitro: | Guiot (Milano) |

|                                             |           |  |
| Catto 21’, 86’ Neri 27’, 51’ Santamaria 82’ | Marcatori |  |

| Arbitro: | Turbiani (Ferrara) |

|                   |           |                                |
| Levratto 51’, 59’ | Marcatori | 20’ (rig.) De Vecchi 83’ Catto |

| Arbitro: | Trezzi (Milano) |

|               |           |  |
| Catto 2’, 26’ | Marcatori |  |

| Arbitro: | Bellini (Padova) |

|                             |           |             |
| L. Cevenini 12’ (rig.), 66’ | Marcatori | 44’ Alberti |

| Arbitro: | R.Livraghi (Milano) |

|                                                |           |            |
| G. Lamon 40’, 65’ Moruzzi 70’ (rig.) Catto 84’ | Marcatori | 82’ Blando |

| Arbitro: | Mauro (Milano) |

|             |           |                       |
| Bazzell 91’ | Marcatori | 37’ Moruzzi 88’ Catto |

| Genova 17 maggio 1925 19ª giornata | Genoa          | 0 – 0 | Torino | Campo di Via del Piano\| Arbitro: \| Sessa (Milano) \| |
| Arbitro:                           | Sessa (Milano) |       |        |                                                        |

| Arbitro: | Barlassina (Milano) |

|                |           |  |
| V. Colombo 23’ | Marcatori |  |

| Arbitro: | Montessoro (Torino) |

|                                                    |           |             |
| Catto 13’ O. Barbieri 29’ Aycard 49’ De Vecchi 75’ | Marcatori | 25’ Baviera |

| Arbitro: | Minoli (Torino) |

|  |           |                |
|  | Marcatori | 42’ Santamaria |

#### Finale della Lega Nord
| Arbitro: | A.Gama Sr. (Milano) |

|              |           |                       |
| Schiavio 89’ | Marcatori | 57’ Alberti 86’ Catto |

| Arbitro: | A.Gama Sr. (Milano) |

|                |           |                              |
| Santamaria 73’ | Marcatori | 34’ Muzzioli 83’ Della Valle |

| Arbitro: | Mauro (Milano) |

|                       |           |                        |
| Catto 12’ Alberti 43’ | Marcatori | 61’ Muzzioli 82’ Pozzi |

| Arbitro: | A.Gama Sr. (Milano) |

|           |           |              |
| Catto 26’ | Marcatori | 11’ Schiavio |

| Arbitro: | A.Gama Sr. (Milano) |

|                     |           |  |
| Pozzi 28’ Perin 89’ | Marcatori |  |

## Statistiche

### Statistiche di squadra
| Competizione    | Punti | In casa | In casa | In casa | In casa | In casa | In casa | In trasferta | In trasferta | In trasferta | In trasferta | In trasferta | In trasferta | Totale | Totale | Totale | Totale | Totale | Totale | DR  |
| Competizione    | Punti | G       | V       | N       | P       | Gf      | Gs      | G            | V            | N            | P            | Gf           | Gs           | G      | V      | N      | P      | Gf     | Gs     | DR  |
| --------------- | ----- | ------- | ------- | ------- | ------- | ------- | ------- | ------------ | ------------ | ------------ | ------------ | ------------ | ------------ | ------ | ------ | ------ | ------ | ------ | ------ | --- |
| Prima Divisione | 34    | 12      | 9       | 2       | 1       | 37      | 13      | 14           | 5            | 3            | 6            | 17           | 18           | 27     | 14     | 6      | 7      | 54     | 31     | +23 |

### Statistiche dei giocatori
| Giocatore     | Prima Divisione | Prima Divisione |
| Giocatore     | Presenze        | Reti            |
| ------------- | --------------- | --------------- |
| C. Alberti    | 20              | 10              |
| G. Aycard     | 6               | 1               |
| O. Barbieri   | 26              | 1               |
| D. Bellini    | 23              | 0               |
| A. Bergamino  | 7               | 0               |
| L. Burlando   | 24              | 1               |
| A. Cadeddu I  | 2               | 0               |
| E. Catto      | 27              | 13              |
| M. Costella   | 2               | 0               |
| L. Cusano     | 0               | 0               |
| G. De Prà     | 27              | 0               |
| R. De Vecchi  | 27              | 7               |
| G. Lamon I    | 9               | 2               |
| E. Leale      | 27              | 0               |
| D. Moruzzi    | 17              | 7               |
| E. Neri       | 26              | 6               |
| A. Santamaria | 20              | 7               |
| L. Scappini I | 2               | 0               |
| L. Tabacco    | 4               | 0               |
| L. Tassi      | 1               | 0               |